# Nicolai Grabmüller
Nicolai Grabmüller (* 18. April 1996 in Henndorf am Wallersee) ist ein österreichischer Volleyball- und Beachvolleyballspieler.

## Karriere
Grabmüller begann seine Karriere als Beachvolleyballer am Wallersee. Mit Robert Moser trat er bei der österreichischen Meisterschaft an und belegte den dritten Platz.
Seine ersten Einsätze in der Halle hatte Grabmüller beim Landesligisten TV Straßwalchen. Von dort ging er zum Zweitligisten TV Oberndorf. 2013 wechselte der Mittelblocker innerhalb der zweiten Liga zum SV Musgym Salzburg. Im folgenden Jahr wurde er vom österreichischen Erstligisten UVC Graz verpflichtet. 2016 wechselte Grabmüller in die deutsche Bundesliga zum TSV Herrsching. Mit dem Verein erreichte er in der Saison 2016/17 das Halbfinale im DVV-Pokal und das Playoff-Viertelfinale der Bundesliga. 2017 spielte er mit der österreichischen Nationalmannschaft in der Weltliga. Seit 2018 spielt Grabmüller wieder in Österreich bei SK Posojilnica Aich/Dob.